# Robert Walpole
Pour les articles homonymes, voir Walpole.
Robert Walpole, 1er comte d'Orford (26 août 1676 – 18 mars 1745) est un homme d'État du Parti whig britannique, et le premier véritable Premier ministre de Grande-Bretagne. Bien que ce terme n'existe pas à l'époque, on peut dire, à considérer son pouvoir au sein du gouvernement, qu'il en assure de facto le rôle entre 1721 et 1742.
Devenu lord du Trésor en 1721, il occupe alors la première place au sein du gouvernement du royaume. Après la démission de Charles Townshend en 1730, sa prééminence devient indiscutable. Il démissionne en 1742. Son gouvernement est encore le plus long de l'histoire britannique,.

## Jeunesse
Robert Walpole est né à Houghton, un village du comté de Norfolk en 1676. Son père, Robert Walpole, est un homme politique qui représente la circonscription de Castle Rising à la Chambre des communes. Sa mère est Mary Walpole (née Mary Burwell). Robert est le cinquième enfant d'une famille de dix-sept frères et sœurs, dont huit meurent en bas âge. Robert Walpole détient le record du nombre de frères et sœurs parmi les Premiers ministres britanniques.
Walpole étudie au collège d'Eton de 1690 à 1695 et s'inscrit au King's College de Cambridge en 1696. En 1698, il quitte l'université de Cambridge après la mort de son frère aîné pour aider son père à la gestion du patrimoine de la famille. Walpole a dans l'idée de devenir un homme d'église, mais il abandonne cette idée quand, demeurant le seul fils vivant de la famille, il devient aussi l'héritier du patrimoine de son père. En 1700, Walpole épouse Catherine Shorter, avec laquelle il aura deux filles et trois fils parmi lesquels Horace Walpole. Après la mort de sa femme, en 1737, Walpole épouse sa maîtresse Maria Skerrit qui meurt à son tour en couches.

## Début en politique
La carrière politique de Robert Walpole commence en janvier 1701, quand il gagne les élections à Castle Rising (circonscription de son père mort trois mois plus tôt). Il quitte Castle Rising en 1702 pour pouvoir se présenter à King's Lynn, où il sera réélu pendant quarante ans.
Comme son père, Robert est un homme politique zélé, il est membre du Parti whig, lequel est alors plus puissant que le parti d'opposition tory. En 1705, Walpole est nommé membre du conseil des Lords de l'Amirauté (un conseil qui s'occupait des affaires maritimes). Ses aptitudes administratives ayant été remarquées, il est promu par Sidney Godolphin, haut responsable de la trésorerie et chef de Cabinet. En 1708, il est nommé secrétaire à la guerre pendant une période brève, et, en 1710, il devient premier trésorier de la marine. Toutes ces responsabilités font de Robert Walpole un conseiller avisé du duc de Marlborough John Churchill, le commandant des forces britanniques pendant la guerre de Succession d'Espagne. Robert Walpole devient rapidement une des figures les plus importantes des membres du Cabinet.
Malgré son influence, Walpole ne peut empêcher lord Godolphin et les membres de son parti d'attaquer un ministre qui vient de prononcer un sermon anti-whig. Ce procès est extrêmement impopulaire en Grande-Bretagne, ce qui conduit à la chute du duc de Marlborough et à la défaite des whigs aux élections générales britanniques de 1710.
Le nouveau parti au pouvoir sous le gouvernement du tory Robert Harley retire à Walpole son ministère de la Guerre mais lui permet de rester trésorier de la marine jusqu'au 2 janvier 1711. Harley veut le convaincre de rejoindre les tories, ce que Walpole refuse. Il préfère défendre Lord Godolphin contre les attaques des tories et de la presse.
Agacé par ces attaques politiques, les tories essayent par tous les moyens de ruiner sa carrière politique, ainsi que celle du duc de Marlborough. En 1712, Walpole est même accusé de corruption en tant que secrétaire de la guerre et, bientôt, déclaré coupable par une majorité de membres Tories. Expulsé du parlement, il est emprisonné dans la Tour de Londres pendant six mois. Considéré par l'opinion publique comme une victime innocente, il est réélu en 1713 et développera une haine sans bornes contre Robert Harley et Lord Bolingbroke, les deux instigateurs de sa condamnation.

## Retour au pouvoir
La reine Anne meurt le 1er août 1714 et, n'ayant aucun héritier, son cousin hanovrien George Ier lui succède sur le trône britannique. Il n'a pas confiance dans les Tories, qu'il soupçonne de vouloir s'opposer à son autorité. Cette méfiance permet au Parti whig de revenir au pouvoir et de le conserver pendant cinquante ans.
Robert Walpole devient conseiller privé du roi et est promu « Paymaster of the forces », dans un ministère normalement dirigé par Lord Halifax, mais aussi dominé par Lord Townshend (beau-frère de Walpole dont il a épousé la sœur Dorothy), ainsi que James Stanhope. Walpole devient également président-directeur du comité secret, bureau créé pour enquêter sur les agissements des anciens ministres tories. Ceux qui avaient contribué à la descente aux enfers de Walpole, en 1712, se retrouvent maintenant à la place des accusés. Lord Oxford est accusé de haute trahison et Lord Bolingbroke est déchu de tous ses droits civiques.
Lord Halifax meurt en 1715. Walpole, reconnu alors comme un homme d'État travailleur, récupère le poste de Premier Lord du Trésor et de chancelier de l'Échiquier. Il crée alors les fameux « sinking fund », sorte de fonds monétaire dont le but principal est de réduire la dette du pays. Le Cabinet dont il est membre est divisé sur la plupart des questions importantes, avec, d'un côté, Walpole et Townshend, de l'autre Stanhope et Lord Sunderland. Le principal sujet de controverse est la politique étrangère, car Walpole et Townshend considèrent que le roi George Ier conduit les affaires étrangères davantage selon les intérêts de l'électorat de Hanovre que de ceux de la Grande-Bretagne. Cependant, la faction de Stanhope et de Sunderland a l'appui du roi, ce qui vaut à Townshend de perdre son poste de secrétaire d'État pour le Nord et d'être nommé au poste moins prestigieux de Lord Lieutenant d'Irlande. Mais ce changement de poste n'apaise pas Stanhope et Sunderland, qui obtiennent le renvoi de Townshend comme Lord Lieutenant en avril 1717. Le lendemain, Walpole se retire alors du gouvernement pour rejoindre Townshend dans l'opposition. Sunderland et Stanhope (qui est créé comte) sont les têtes principales du nouveau cabinet.
Peu après la démission de Walpole, une querelle éclate entre le roi et le prince de Galles futur George II. Walpole et d'autres qui se sont opposés au gouvernement se rassemblent souvent à Leicester House, la demeure du prince de Galles, pour combiner leur action politique. Walpole devient également l'ami intime de l'épouse du prince de Galles, Caroline de Brandebourg-Ansbach. En 1720, il améliore encore sa position en provoquant une réconciliation entre le prince de Galles et le roi.
Walpole continue, par ailleurs, à être une figure influente à la Chambre des communes ; il est particulièrement actif dans la lutte contre l'une des propositions les plus significatives du gouvernement, la loi sur la pairie, qui entend limiter la possibilité pour le monarque de créer de nouvelles pairies. Walpole provoque l'abandon provisoire du projet de loi en 1719, puis son rejet définitif l'année suivante. Cette défaite conduit Lord Stanhope et Lord Sunderland à se réconcilier avec leurs adversaires ; Walpole rentre au Cabinet comme caissier des forces, et Townshend devient Lord Président du Conseil. Mais ce retour au pouvoir amène la perte de la faveur du prince de Galles (le futur roi George II), qui éprouve toujours le plus profond mépris pour le gouvernement de son père.

## La montée en puissance
Peu après le retour de Walpole au Cabinet, la Grande-Bretagne est emportée par une vague d'enthousiasme spéculatif qui mène à la « bulle des mers du Sud ». Le gouvernement avait établi un projet permettant à la Compagnie des mers du Sud d'assumer la dette nationale de la Grande-Bretagne, en échange d'accords lucratifs ; on a cru que la compagnie récolterait par la suite un énorme bénéfice. Beaucoup dans le pays, y compris Walpole lui-même, ont frénétiquement investi dans la compagnie. Fin 1720, cependant, la compagnie commence à s'effondrer, tandis que le prix de ses actions plonge. Contrairement à d'autres investisseurs, Walpole est sauvé de la ruine financière par son banquier qui lui conseille de vendre ses parts.
En 1721, un comité enquête sur le scandale et constate des faits de corruption au sein du Cabinet. Parmi les ministres impliqués, on compte John Aislabie (chancelier de l'Échiquier), James Craggs l'Aîné (Postmaster General ; Craggs the Elder), James Craggs le Jeune (secrétaire du Sud ; Craggs the Younger), Stanhope et Lord Sunderland. Les deux Craggs meurent dans le déshonneur ; les autres font l'objet de poursuites pour corruption. Aislabie est déclaré coupable et emprisonné, mais l'influence personnelle de Walpole sauve Stanhope et Sunderland. Cette action, qui permet à ces deux hommes, ainsi que d'autres, de ne pas être punis, vaut à Walpole le surnom de « Screenmaster-General ».
La démission de Sunderland et la mort de Stanhope en 1721 font de Walpole la figure la plus importante du gouvernement. En avril 1721, il est nommé Premier Lord du trésor, Chancelier de l'échiquier et chef de la Chambre des communes. L'entrée de Walpole dans la fonction de « Premier ministre » est souvent datée de cette nomination. En réalité, Walpole partage le pouvoir avec son beau-frère, Lord Townshend, qui est secrétaire d'État pour le Nord et dirige les Affaires étrangères. Les deux hommes doivent également faire face au secrétaire d'État pour le Sud, Lord Carteret.

## Premier ministre sousGeorgeIer
Conseillé par Walpole, le Parlement essaie de résoudre la crise financière. Les domaines des directeurs de la compagnie sont confisqués et employés à soulager la douleur des victimes, et les actions de la Compagnie des mers du Sud sont divisées entre la Banque d'Angleterre et l'East India Company. La crise a sensiblement endommagé la crédibilité du roi et du Parti whig, mais Walpole défend l'un et l'autre avec une éloquence habile à la Chambre des communes.
La première année de Walpole en tant que Premier ministre est également marquée par la découverte d'un complot jacobite organisé par Francis Atterbury, évêque de Rochester. La découverte de l'arrangement étouffe les espoirs des jacobites, dont les précédentes tentatives de révolte, particulièrement en 1715 et en 1719, n'ont pas eu le succès attendu. Les tories en sortent affaiblis, d'autant que Lord Bolingbroke, un chef tory, poursuivi pour ses sympathies jacobites, est en exil en France ; il ne sera autorisé à rentrer en Grande-Bretagne qu'en 1723.

Pendant le reste du règne de George Ier, l'ascendant de Walpole grandit : le pouvoir politique du monarque diminue peu à peu, tandis que celui de ses ministres augmente. En 1724, le principal rival politique de Walpole et de Townshend au sein du Cabinet, Lord Carteret, est écarté du poste de secrétaire du Sud et nommé au poste de Lord lieutenant d'Irlande. Maintenant, Walpole et Townshend sont clairement les maîtres du ministère. Ils mènent une politique favorable à la paix, particulièrement en ouvrant des pourparlers avec la France et la Prusse en 1725 en vue d'une alliance. La Grande-Bretagne, libérée des menaces jacobites, de guerre et de crise financière, se développe et devient prospère, assurant à Robert Walpole la faveur de George Ier. En 1725, il est créé chevalier de Bath et, en 1726, chevalier de l'ordre de la Jarretière (ce qui lui vaut le surnom de « Sir Blustering »). Par ailleurs, on accorde à son fils aîné (également appelé Robert) une baronnie.

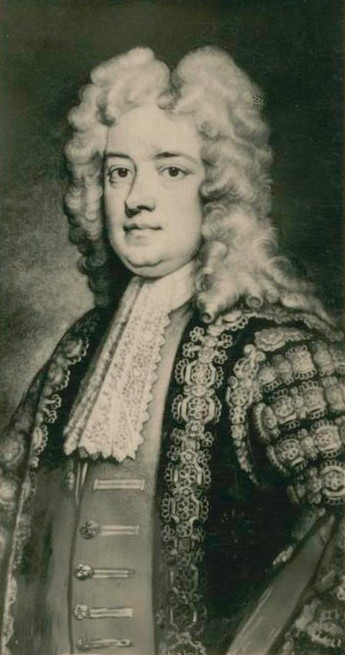
Sir Robert Walpole

## Premier ministre sousGeorge II
La position de Robert Walpole est menacée en 1727, quand George Ier meurt et que George II lui succède. Pendant quelques jours, Walpole semble devoir être écarté, mais le roi accepte de le maintenir sur les conseils de la reine Caroline. Bien que le nouveau roi déteste Townshend, il le maintient également. Durant les années suivantes, Walpole continue à partager le pouvoir avec Townshend, mais il prend peu à peu l'ascendant au sein du gouvernement. Les deux hommes s'opposent au sujet des affaires étrangères, particulièrement sur la politique à suivre concernant la Prusse, mais Walpole sort finalement victorieux, et son collègue se retire le 15 mai 1730. Cette date est souvent donnée comme le commencement de l'entrée officielle de Walpole à la fonction de Premier ministre.
Pendant les années suivantes, Walpole est plus puissant que jamais. Après s'être assuré de l'appui de la reine Caroline, et ainsi du roi George II, il se sert du patronage royal pour accorder des honneurs et obtenir des postes pour ses amis politiques. Il choisit les membres de son Cabinet, et les force à agir en commun, si nécessaire, ce qu'aucun chef de gouvernement n'avait pu réaliser auparavant. En raison de cette influence, Walpole peut-être considéré effectivement comme le premier « Premier ministre ».
Walpole a polarisé sur sa personne un grand nombre d'adversaires, les plus importants étant Lord Bolingbroke et William Pulteney (un homme d'État whig capable qui s'est senti disgracié quand Walpole ne l'a pas inclus dans le Cabinet). Bolingbroke et Pulteney font paraître un périodique intitulé The Craftsman (L'Artisan), dans lequel la politique du Premier ministre est régulièrement dénoncée. Walpole est également l'objet de nombreuses satires et de parodies ; il est souvent comparé au criminel Jonathan Wild, comme le fait, par exemple, John Gay dans son Opéra des Gueux. Parmi ses ennemis, on compte aussi Jonathan Swift, Alexander Pope, Henry Fielding, et Samuel Johnson.
En dépit d'une telle opposition, Walpole conserve l'appui du peuple et de la Chambre des communes grâce à une politique pacifique, qui lui permet de ne pas alourdir les impôts. En 1733, il parvient à empêcher l'entrée de la Grande-Bretagne dans la guerre de Succession de Pologne. Cependant, la même année, son influence est sérieusement menacée par un projet d'imposition qu'il présente. Les revenus du pays ont sévèrement diminué du fait de la contrebande. Aussi, Walpole propose que le tarif sur le vin et le tabac soit remplacé par un droit de régie. Pour contrer la menace de contrebande, l'impôt devrait être versé non dans les ports, mais dans des entrepôts. Cette nouvelle proposition, cependant, est extrêmement impopulaire, et réveille l'opposition des négociants. Walpole accepte de retirer son projet avant que le Parlement n'ait voté, mais il écarte les hommes politiques qui ont osé s'opposer à lui. Walpole perd ainsi une partie considérable des élus whigs, qui rejoignent l'opposition.
Après les élections générales britanniques de 1734, les partisans de Walpole constituent toujours une majorité à la Chambre des communes, mais ils sont moins nombreux qu'avant. Par ailleurs, bien qu'il ait maintenu sa suprématie parlementaire, sa popularité commence à s'affaiblir. En 1736, une augmentation de l'impôt sur le gin crée des émeutes à Londres. À Édimbourg, de nouvelles émeutes, bien plus sérieuses, les « émeutes Porteous (en) », éclatent, après que le roi eut gracié un capitaine de la garde (John Porteous), qui avait ordonné à ses troupes de tirer sur un groupe de protestataires. Bien que ces événements aient diminué la popularité de Walpole, ils ne parviennent pas à ébranler sa majorité au Parlement. La domination de Walpole sur la Chambre des communes est accentuée par la facilité avec laquelle il obtient le rejet du projet de Sir John Barnard (en) pour réduire l'intérêt sur la dette nationale. Walpole parvient également à persuader le Parlement de voter la Loi de licence de 1737, sur la réglementation des théâtres de Londres. Cette loi marque le dédain qu'il éprouve pour Pope, Swift, Fielding et d'autres figures littéraires qui attaquent son gouvernement dans leurs œuvres.

## Déclin
L'année 1737 est également marquée par la mort de la reine Caroline, amie intime de Walpole. Cette mort, cependant, ne brise pas l'influence personnelle de Walpole sur George II, qui s'est montré fidèle envers son Premier ministre durant les années précédentes. Toutefois, la domination de Walpole à la tête du gouvernement ne cesse de diminuer. Ses adversaires obtiennent un soutien de poids en la personne du prince de Galles Frédéric, qui se brouille avec son père, le roi. Plusieurs jeunes hommes politiques, y compris William Pitt l'Ancien et George Grenville, forment une faction connue sous le nom de « jeunes patriotes » et rejoignent le prince de Galles dans l'opposition.
L'impossibilité pour Walpole de maintenir une politique de paix va considérablement affaiblir son pouvoir. Aux termes du traité de Séville (1729), la Grande-Bretagne accepte de ne pas commercer avec les colonies espagnoles en Amérique du Nord ; l'Espagne revendique le droit de poursuivre les navires britanniques en infraction pour assurer l'application du traité. Les conflits, cependant, éclatent sur le commerce avec les Indes occidentales. Walpole essaye d'empêcher la guerre, mais il s'oppose au roi, à la Chambre des communes et à une partie de son propre cabinet. En 1739, Walpole renonce à tous ses efforts pour éviter un conflit, et bientôt éclate la guerre de l'oreille de Jenkins.
Le déclenchement de la guerre ne parvient pas à enrayer la chute de l'influence de Walpole. En vue des élections générales de 1741, ses défenseurs votent une augmentation du nombre de voix dans les collèges électoraux élus par une masse d'électeurs, mais échouent (dans les bourgs pourris, les collèges électoraux sont soumis à l'influence informelle, mais forte des patrons). En général le gouvernement obtient de meilleurs scores en Angleterre et au pays de Galles, mais ce n'est pas assez pour contrebalancer les circonscriptions perdues lors des élections de 1734 ni les fortes pertes enregistrées en Cornouailles, où nombre de collèges électoraux obéissent à la volonté du prince de Galles (qui est également duc de Cornouailles) ; ces collèges électoraux sont retournés par des parlementaires hostiles au Premier ministre. De même, l'influence du duc d'Argyll a permis l'élection de députés opposés à Walpole dans plusieurs régions d'Écosse. La nouvelle majorité de Walpole est difficile à déterminer en raison des fidélités incertaines de nombre de nouveaux élus, mais les contemporains et les historiens les ont estimés au chiffre assez bas de quatorze à dix-huit.
Dans le nouveau Parlement, nombre des whigs estiment le Premier ministre vieillissant incapable de mener la campagne militaire. D'ailleurs, sa majorité n'est plus aussi forte que par le passé ; ses détracteurs sont approximativement aussi nombreux que ses partisans. En 1742, quand la Chambre des communes se prépare à étudier la validité d'une élection partielle gagnée dans le Chippenham, Walpole et d'autres s'accordent à considérer qu'il s'agira d'un vote de défiance. Battu à la Chambre des communes, Walpole accepte de démissionner du gouvernement. Parmi les raisons qui expliquent sa démission, on peut noter que le roi a accepté de l'élever à la Chambre des lords en tant que comte d'Orford le 6 février 1742. Cinq jours plus tard, il abandonne officiellement le pouvoir.

## Dernières années
Lord Wilmington lui succède comme Premier ministre, mais le véritable chef du gouvernement est Lord Carteret. Une commission est créée pour enquêter sur l'action de son gouvernement, mais aucune preuve substantielle de malveillance ou de corruption ne peut être établie. Cependant, s'il n'est plus à la tête du Cabinet, Lord Orford continue d'exercer une influence personnelle sur George II et se révèle souvent le « ministre derrière le rideau » par ses conseils et son influence. Ainsi, en 1744, il parvient à obtenir le renvoi de Carteret et la nomination d'Henry Pelham.
Souffrant de la maladie de la pierre depuis plusieurs années et observant pour cela un traitement controversé,, Robert Walpole meurt à Londres en 1745 dans sa soixante-neuvième année. Il est enterré dans sa ville natale de Houghton. Son titre de comte passe à son fils aîné, Robert Walpole (2e comte d'Orford), puis au fils de ce dernier, George. Après la mort du troisième comte en 1791, le titre comtal revient au plus jeune fils de Robert, le célèbre écrivain et critique Horace Walpole, qui meurt sans héritier en 1797. Le fils cadet du ministre, Edward Walpole, eut une fille naturelle, Maria Walpole, duchesse de Gloucester et d'Édimbourg

### Iconographie
- Un portrait peint de son vivant a été exécuté par Arthur Pond.
- Son portrait officiel en pied est peint par Jean-Baptiste van Loo (1740).
- Un autre, en habit de cérémonie, par John Theodore Heins (en) (1743).